# Drwinia (gmina)
Drwinia – gmina wiejska w województwie małopolskim, w powiecie bocheńskim. W latach 1975–1998 gmina położona była w województwie krakowskim.
Siedziba gminy to Drwinia.
Według danych z 30 czerwca 2004 gminę zamieszkiwały 6282 osoby.

## Struktura powierzchni
Według danych z roku 2002 gmina Drwinia ma obszar 108,81 km², w tym:
- użytki rolne: 46%
- użytki leśne: 44%

Gmina stanowi 17,23% powierzchni powiatu.

## Demografia

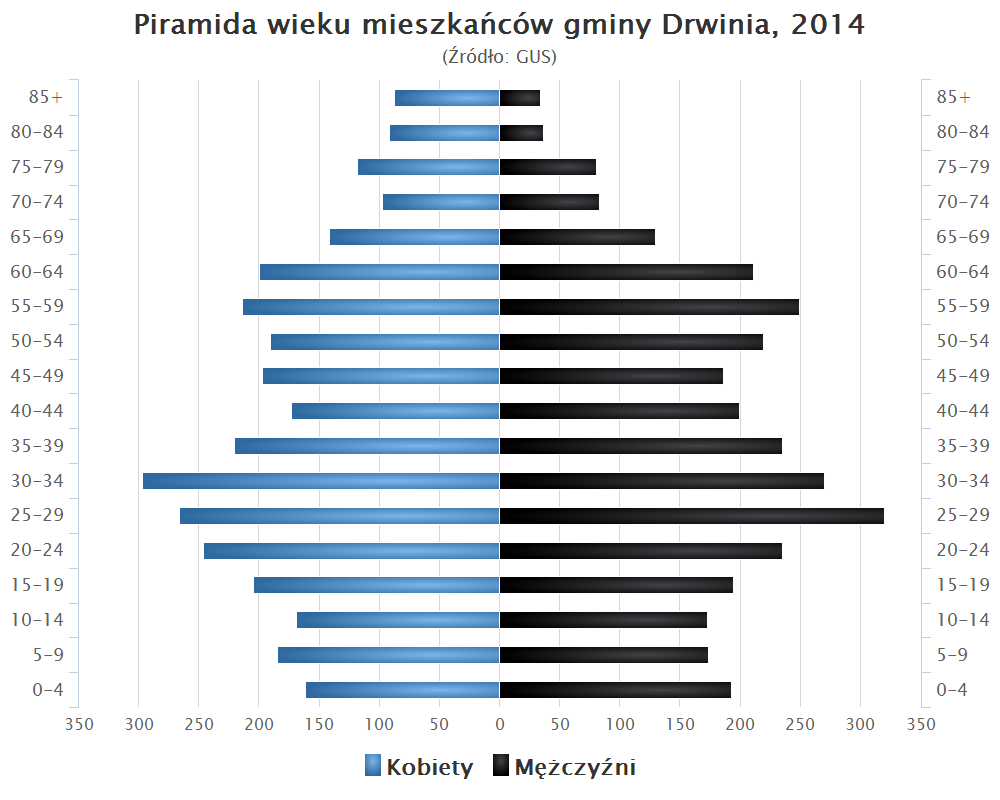
Piramida wieku mieszkańców gminy Drwinia w 2014 roku

Dane z 31 grudnia 2016:
| Opis                              | Ogółem | Ogółem | Kobiety | Kobiety | Mężczyźni | Mężczyźni |
| --------------------------------- | ------ | ------ | ------- | ------- | --------- | --------- |
| jednostka                         | osób   | %      | osób    | %       | osób      | %         |
| populacja                         | 6513   | 100    | 3294    | 50,6    | 3219      | 49,4      |
| gęstość zaludnienia (mieszk./km²) | 59,9   | 59,9   | 30,3    | 30,3    | 29,6      | 29,6      |

## Sołectwa
Bieńkowice, Drwinia, Dziewin, Gawłówek, Grobla, Ispina, Mikluszowice, Niedary, Świniary, Trawniki, Wola Drwińska, Wyżyce, Zielona.
Miejscowość bez statusu sołectwa: Olszyny.

## Zabytki
Obiekty wpisane do rejestru zabytków nieruchomych województwa małopolskiego.
- Bieńkowice – zespół dworski: dwór, park; A-477 z 21.03.1983 [A-608/M];
- Drwinia – kapliczka pw. św. Jana Nepomucena wraz z rosnąca w jej otoczeniu lipą, [A-1463/M] z 14.12.2016;
- Grobla – kościół par. p.w. Imienia  Najświętszej Marii	Panny, ogrodzenie, otoczenie z drzewostanem, A-581 z 8.04.1988 [A-342/M];
- Grobla – obórka; A-224 z 9.04.1960 (nie istnieje);
- Grobla – cmentarz wojenny nr 322, [A-1474/M]	z 25.05.2017;
- Mikluszowice – kościół parafialny św. Jana Chrzciciela; A-582 z 14.04.1988 [A-343/M] Kościół w Mikluszowicach wybudowany został w latach 1859–1864, wnętrze utrzymane w stylu neobarokowym i eklektycznym. Godna uwagi jest XVI-wieczna figurka Chrystusa Zmartwychwstałego wykonana w stylu gotyckim. Dzisiejszy kościół jest już czwartym w tej miejscowości. Pierwsza wzmianka o kościele w Mikluszowicach pochodzi z 1440 roku, z 1653 roku pochodzi wiadomość o pożarze drugiego już kościoła w tej osadzie. Trzeci kościół ufundowano w tym samym roku, ale uległ on pożarowi w 1832 roku;
- Mikluszowice – dom nr 42 z ogrodem i figurą św. Floriana; A-587 z 28.07.1988 [A-504/M];
- Mikluszowice – cmentarz z I wojny światowej nr 323, [A-1475/M] z 25.05.2017.

## Sąsiednie gminy
Bochnia, Igołomia-Wawrzeńczyce, Kłaj, Koszyce, Niepołomice, Nowe Brzesko, Szczurowa